# Jaden Smith
Jaden Christopher Syre Smith (Malibu, Califòrnia; 8 de juliol de 1998), també conegut com a Jaden, és un raper i actor nord-americà. Va debutar al cinema amb el seu pare Will Smith a la pel·lícula de 2006 La recerca de la felicitat i va tornar a aparèixer amb el seu pare a la pel·lícula de 2013 After Earth. També va protagonitzar les noves versions de les pel·lícules The Day the Earth Stood Still (2008) i Karate Kid (2010).
Smith va llançar CTV2, la seva segona mixtape, el novembre del 2014. Després d'un esforç de tres anys de treball, va llançar el seu àlbum d'estudi debut, Syre, el 17 de novembre del 2017. El seu segon àlbum d'estudi, Erys, es va publicar el 5 de juliol de 2019. El seu tercer àlbum d'estudi, CTV3: Cool Tape Vol. 3, es va publicar el 28 d'agost de 2020. El 2021, va rebre una nominació al Premi Grammy a l'Àlbum de l'Any com a artista destacat a Justice de Justin Bieber.
Smith va tornar a actuar a partir del 2017, actuant en les dues parts de l'original de Netflix The Get Down i un paper d'actor de veu a l'anime original de Netflix Neo Yokio.